# معجم المرجع الكبير لرموز اللغة الصينية

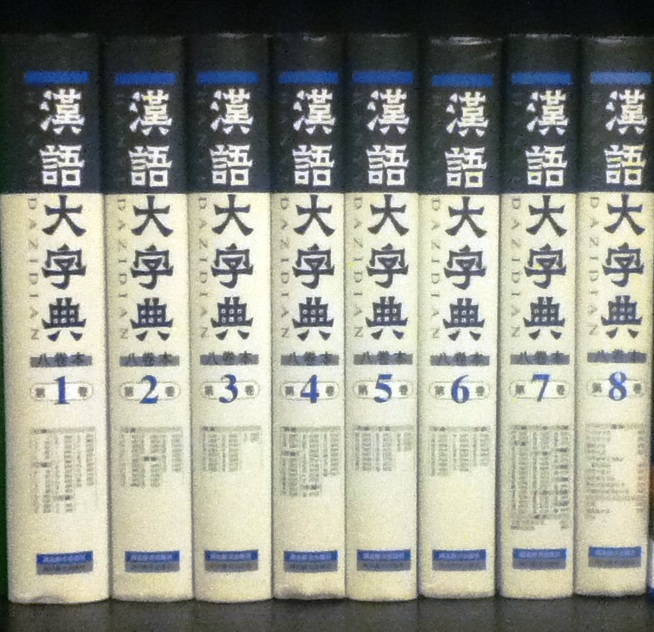
طبعة 2006.

معجم المرجع الكبير لرموز اللغة الصينية (بالصينية المبسطة: 汉语大字典, بالصينية التقليدية: 漢語大字典؛ النطق بالأبجدية العربية: هانيو داتسيديان)، ويُعرف أيضًا باسم المعجم الصيني الكبير، هو معجم مرجعي متخصص في رموز اللغة الصينية.

## نبذة عامة
بدأ فريق مكوّن من أكثر من 400 محرر ومعجمي في عام 1974 العمل على تأليف المعجم، وقد نُشر في ثمانية مجلدات بين عامي 1986 و1989. صدرت لاحقا مجلدات مستقلة تضم مقالات علمية متخصصة توثّق التحديات المعجمية والمنهجية التي واجهها المشروع أثناء إعداد هذا المعجم الصيني الموسوعي. بالإضافة إلى الطبعة الأولى الضخمة المؤلفة من 5790 صفحة، نُشرت طبعة مختصرة في ثلاثة مجلدات عام 1995، إلى جانب نسخة جيبية ميسّرة. أما الطبعة الثانية، فقد صدرت عام 2006، وتمتاز بطباعة قائمة المفاتيح الجذرية على غلاف كل مجلد، ما يُيسّر عملية البحث السريع عن الرموز.
تضمَّنت الطبعة الأولى من المعجم 54,678 مدخلاً لرموز صينية، وقد توسّع هذا العدد في الطبعة الثانية ليبلغ 60,370 مدخلاً. يقدّم المعجم الأشكال التاريخية للرموز, ويبيَّن كذلك القراءات الصوتية للرموز ضمن ثلاثة حقب زمنية: الصينية القديمة (استنادًا إلى مجموعات قوافي كتاب شيجينغ)، والصينية الوسطى (باستخدام تهجئة فان تشيه)، والصينية المعيارية الحديثة (بتهجئة بينيين). استشهد المعجم في باب التعاريف المرتبة زمنيًا، بالمعاجم الصينية المبكرة وعلى رأسها معجم شووون جيه تسي وكذلك النصوص الاتباعية الصينية. يعتمد تنظيم المعجم الداخلي على نظام جذري مؤلَّف من 200 مفتاح، مرتبة بحسب عدد الكتابة المجموعية. يحتوي المجلد الثامن ملاحق تشمل جداول قوافٍ للصينية القديمة والوسطى، ورموز بديلة، وفهارس، وملحقات إضافية. 
معجم المرجع الكبير لرموز اللغة الصينية أصبح المرجع الدولي المعتمد للرموز الصينية؛ فعلى سبيل المثال، يستشهد به في كل من قاعدة بيانات يونيهان وموقع ويكاموس مع الإشارة إلى رقم المجلد والصفحة والمدخل.